# Fedor den Hertog
Fedor den Hertog (Utrecht, 20 de abril de 1946 - Ermelo, 12 de febrero de 2011) fue un ciclista neerlandés, profesional entre 1974 y 1981, cuyos mayores éxitos deportivos los logró en la Vuelta a España donde obtuvo 1 victoria de etapa en la edición de 1977 y en el Campeonato de los Países Bajos de Ciclismo en Ruta al imponerse en 1977.
Como ciclista amateur logró la medalla de oro en la prueba de 100 km contrarreloj por equipos y en el año previo a su paso a profesionales el Tour de Olympia. Además, como amateur ganó también el Circuito de Lorena en 1968, la Vuelta a Renania-Palatinado en 1969 y el Tour de Bulgaria en 1970.

## Palmarés
| 1976 - 1 etapa de la Vuelta a los Países Bajos - Delta Profronde 1977 - 1 etapa de la Vuelta a España - Campeón de los Países Bajos de Ciclismo en Ruta - 1 etapa del Tour del Mediterráneo | 1978 - 1 etapa de la París-Niza 1979 - 1 etapa de la Vuelta a los Países Bajos |